# Notophthiracarus flagellatus
Notophthiracarus flagellatus är en kvalsterart som beskrevs av Wojciech Niedbała 2004. Notophthiracarus flagellatus ingår i släktet Notophthiracarus och familjen Phthiracaridae. Inga underarter finns listade i Catalogue of Life.